# Ӟ
Ӟ、ӟは、キリル文字のひとつ。ウドムルト語でのみ用いられる。

## 呼称
- ウドムルト語：

## 音素
- 有声歯茎硬口蓋破擦音[ʥ] = [dz\]を表す。

## アルファベット上の位置
ウドムルト語アルファベットの11文字目である。